# Németh György (jégkorongozó)
Németh György (Budapest, 1955 –) magyar válogatott jégkorongozó
1968-ban ismerkedett meg a jégkorong sporttal. Nevelő egyesülete a KSI volt, két ifjúsági vb-n szerepelt[forrás?], majd a Bp. Volán csapatában Kertész József irányítása alatt került 1975-ben a nemzeti csapatba. Öt világbajnokságon szerepelt 1975 Szófia, 1976 Gdańsk, 1977 Tokió, 1978 Belgrád, 1979 Galac. Pályafutását a 10 szeres legendás bajnok csapat FTC-ben fejezte be 1981-ben. Két gyermeke és két unokája van. Jelenleg Budaörsön él.